# Casilla de la Muerte de Guadarrama
La Casilla de la Muerte de Guadarrama es una antigua construcción de peones camineros en la curva de Tablada, en Guadarrama, poco antes del Alto del León, concretamente en el kilómetro 55-56 de la antigua nacional VI. En sus orígenes estuvo destinada a almacén de material de trabajo del cuerpo de Peones Camineros y tiene unas dimensiones de 18 metros de frente por 16, aproximadamente. Está construida en piedra, ladrillo, y recebada de cemento con diferentes modificaciones a lo largo de los años. La cubierta es a dos aguas y de teja. Cuando estalló la guerra civil, en este punto fue instalado un hospital de sangre que acogió a heridos de ambos bandos en diferentes etapas de los inicios de la contienda.

## Nomenclatura
Su nombre no viene, sin embargo, de la época de la Guerra Civil Española, que en sus inicios tuvo a la sierra de Guadarrama como escenario de una de las batallas más cruentas, sino que en la prensa de los años 20 y 30 aparecen ya referencias a este punto como la casilla de la muerte, vinculado a varios accidentes de tráfico acaecidos en aquella pronunciada curva de la carretera nacional. Como ejemplo de ellos podemos citar un artículo en la Hemeroteca Digital Hispánica, publicado en el Heraldo de Madrid del 25 de julio del 27, y que relata cómo doce personas a bordo de una camioneta se estrellan en este punto y cinco de ellas fallecen en el acto, resultando heridas de gravedad el resto de los ocupantes.

## Historia
La antigüedad de la construcción está documentada en varios mapas de 1875 y 1923. En julio de 1936 el bando sublevado ocupaba la posición del Alto del León, y un poco más abajo se situaba una batería del bando republicano denominada Los Tomillares. La novela La Casilla de Guadarrama está inspirada en las memorias de César Díaz Echevarría, un cabo sanitario destinado en la sierra de Guadarrama precisamente entre el 17-18 de julio y el 1 de agosto de 1936, y recoge cómo estuvo en el antiguo sanatorio hispanoamericano de Guadarrama -hoy reconstruido con uso sociosanitario- en el antiguo sanatorio de la Tablada -hoy desaparecido- y por último en la casilla de la muerte. 